# Herman Norrmén
Herman Oscar Norrmén, född 3 mars 1860 i Helsingfors, död 2 mars 1907 i Dalsbruk (mördad), var en finländsk ingenjör. Han var son till Oscar Norrmén, bror till Alfred Norrmén och far till Ingrid Qvarnström och Pehr Norrmén. 
Norrmén utexaminerades från Polytekniska institutet i Helsingfors 1881 och var därefter verksam vid järnvägsbyggen i Finland samt i Storbritannien och USA. Han var stadsingenjör i Helsingfors 1892–1898 och ledde på denna post arbetena på ringbanan från huvudbangården till Sandviken och Skatudden. Han blev disponent vid Ab Dalsbruk 1901 och kom att höja detta företag till en ledande ställning inom finländsk järnindustri. Han sköts till döds av en avskedad arbetare.